# Frederick Townsend Ward
Frederick Townsend Ward (ur. 29 listopada 1831 w Salem, zm. 22 września 1862 w Ningbo) – amerykański żołnierz-awanturnik, dowódca Armii Zawsze Zwycięskiej, walczącej z tajpingami, jeden z pierwszych zachodnich oficerów w służbie dynastii Qing.
Jego ojciec był kapitanem i armatorem. W wieku 16 lat Ward usiłował dołączyć do Massachusetts Volunteers, wyruszających na wojnę z Meksykiem, ale nie przyjęto go z powodu młodego wieku. Ojciec wysłał go na morze i tak młody Ward trafił po raz pierwszy do Chin. Po powrocie studiował na American Literary, Scientific, and Military Academy w Vermont (dzisiejszy Norwich University). W 1849 znów ruszył na morze, prawdopodobnie odwiedzając Amerykę Południową, a następnie dotarł do Szanghaju, gdzie zajął się handlem i żeglugą przybrzeżną, by 1852 zaciągnąć się jako oficer na statek przewożący chińskich kulisów do Meksyku. Po krótkiej służbie u Williama Walkera, samozwańczego prezydenta tzw. Republiki Dolnej Kalifornii, próbował sił jako przedsiębiorca, a gdy mu się nie powiodło, zaciągnął się do armii francuskiej i jako porucznik wyruszył na wojnę krymską. W 1857 wystąpił ze służby i w 1859 wrócił do Szanghaju razem z Henrym Burgevinem.
W czerwcu 1860, dzięki poparciu szanghajskiego bankiera Yang Fanga (którego córkę poślubił w 1862) zorganizował z Burgevinem Zagraniczny Korpus Wojskowy (Foreign Arms Corps) dla obrony miasta przed nadciągającymi tajpingami. Ward został następnie pułkownikiem Armii Zielonej Flagi, a jego oddział został przemianowany na Armię Zawsze Zwycięską. Armia (w sile maks. ok. 5 tys. żołnierzy) składała się z Chińczyków, wyszkolonych i uzbrojonych według nowoczesnych wzorów europejskich, ze stosunkowo silną artylerią; część kadry dowódczej była cudzoziemska. Dzięki swemu doświadczeniu w żegludze, także przybrzeżnej, Ward potrafił doskonale wykorzystać drogi wodne delty Jangcy i dzięki najęciu parowców znakomicie poprawił mobilność swych wojsk. Armia służyła jako doborowy oddział, wspierając regularne oddziały armii qingowskiej w walkach wokół Szanghaju. Bardzo dobrze współpracował m.in. z Li Hongzhangiem.
W 1862 otrzymał awans na generała brygady; w tym samym roku, prowadząc swoich żołnierzy do ataku na Yuyao koło Ningbo został trafiony kulą muszkietową i zmarł następnego dnia w Ningbo. Armię Zawsze Zwycięską przejął na krótko jego zastępca, Burgevine, a następnie brytyjski major, Charles Gordon, którego (późniejsza) sława przyćmiła zasługi Warda.